# Église Notre-Dame de Neufchâtel-en-Bray
Pour les articles homonymes, voir Église Notre-Dame.
L'église Notre-Dame est une église catholique située à Neufchâtel-en-Bray, en France.

## Localisation
L'église est située à Neufchâtel-en-Bray, commune du département français de la Seine-Maritime.

## Historique
L'église Notre-Dame est édifiée à la fin du premier tiers du XIIe siècle. 
La nef est datée du XIIIe siècle mais subit des travaux au XVIIe siècle.
La ville est détruite en 1472, souffre également de prédations durant les Guerres de religion.
Un portail est construit à la fin du XVe siècle.
Des reliques de sainte Clotilde y sont installées en 1843
L'édifice est classé au titre des monuments historiques par arrêté du 9 mai 1914.
Les bombardements allemands de juin 1940 rasent à peu près toute la ville ancienne et mettent à mal l'édifice. 

## Description

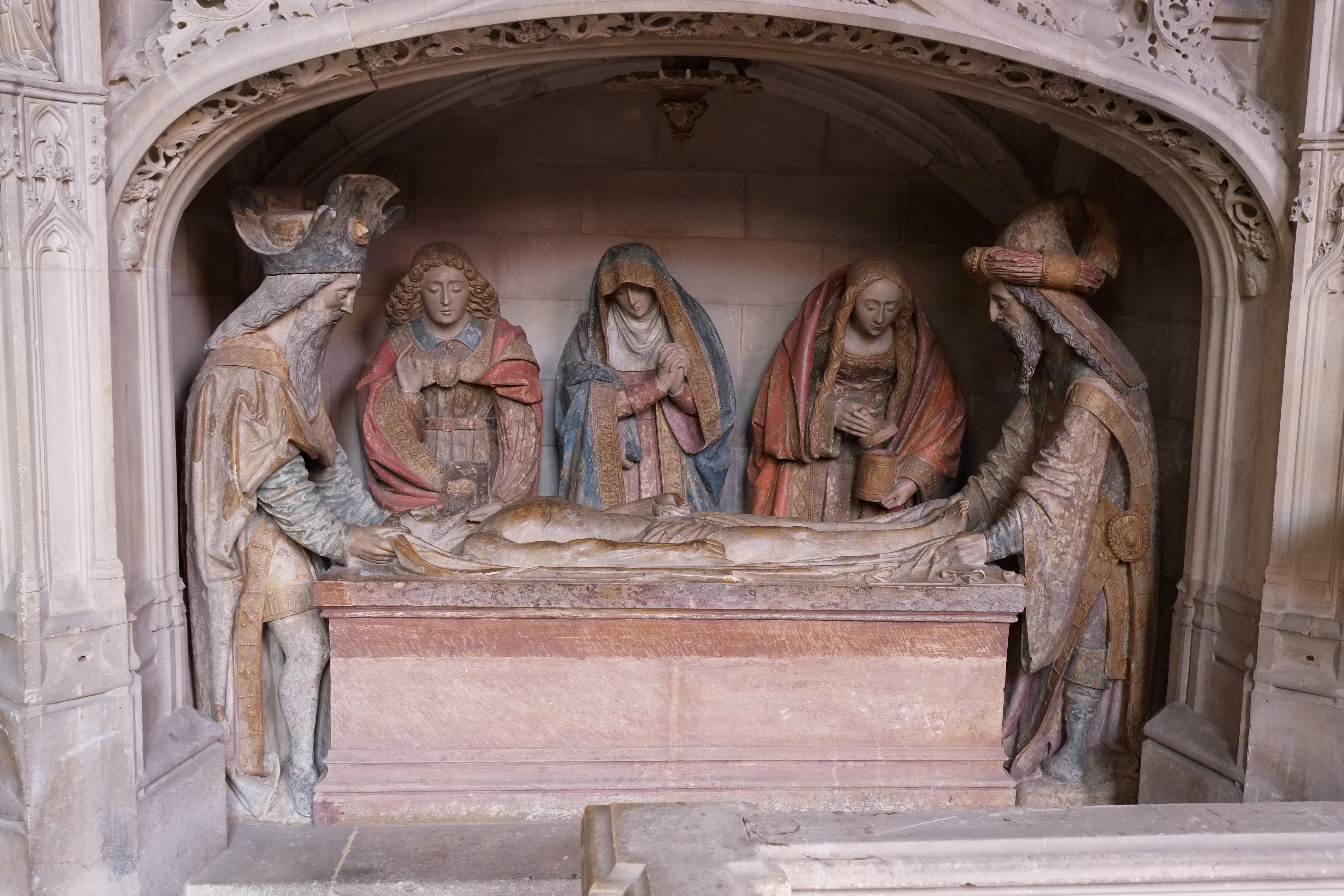
le sépulcre.

L'édifice primitif est construit en tuf.
L'église conserve un autel-retable originellement placé dans l'abbaye d'Auchy et un sépulcre daté du milieu du XVe siècle en provenance de l'abbaye de Beaubec.